# Namo
namo（ナモ、4月20日 - ）は、日本の漫画家、イラストレーター。男性。岡山県出身。

## 作品リスト

### 漫画

#### 連載
- 『バカとテストと召喚獣 SPINOUT! それが僕らの日常。』　エンターブレイン〈ファミ通クリアコミックス〉、全6巻（『ファミ通コミッククリア』、2009年 - 2012年）
- 『アイドルマスター シンデレラガールズ ニュージェネレーションズ』　スクウェア・エニックス〈ガンガンコミックスJOKER〉、全2巻（『月刊ガンガンJOKER』、2012年 - 2013年）
- 『まどろみちゃんが行く。』　アスキー・メディアワークス〈電撃コミックスEX〉、全2巻（『電撃萌王』、2013年 - 2016年）
- 『狼少年は今日も嘘を重ねる』　エンターブレイン〈ファミ通クリアコミックス〉、全5巻（『ファミ通コミッククリア』→『コミッククリア』、2014年 - 2017年）
- 『クプルムの花嫁』　エンターブレイン〈ハルタコミックス〉、既刊7巻（『ハルタ』、2020年 - ）

#### 読み切り
- まつり（『月刊ComicREX』2009年9月号）
- 番傘少女 ～十番勝負～（原作：あざの耕平、キャラクター原案：黒星紅白、『電撃G's magazine』2012年5月号）[2]
- リレーエッセイ　原稿（コレ）が終わったらアレしたい！（『comicスピカ』2013年no.23）
- ここだけの話（『ハルタ』2017年49号） - 『青の秘密』に収録[3]。
- だって好きだから（『Fellows!』スレンダーフェローズ）
- マーフィーの法則に関する考察（『ハルタ』2018年60号）

#### アンソロジー
- 『アスタロッテのおもちゃ! 電撃コミックアンソロジー』（電撃コミックスEX、2011年） - 漫画
- 『公式コミックアンソロジー 凪のあすから』（電撃コミックスNEXT、2014年） - カバーイラスト
- 『寄宿学校のジュリエット 公式アンソロジーコミック』（週刊少年マガジンコミックス、2018年） - 漫画
- 『おちこぼれフルーツタルト アンソロジーコミック 1』（まんがタイムKRコミックス、2020年） - 漫画

### イラスト
- 『アキバ2.5』- 表紙・インタビュー
- 『バカとテストと召喚獣 公式ファンブック バカテ通』（エンターブレイン、2010年） - 表紙カットイラスト
- 『黄昏乙女×アムネジア』（テレビアニメ、2012年） - 第11話エンドカード
- 『G PROJECTのイッてみよう！ヤッてみよう!!』（2013年 - 2019年） - イラスト
- 『ミカルは霊魔女!』（角川つばさ文庫、2014年 - 2015年） - カバーイラスト・挿絵[4]
- 『押し入れの中のダンジョンクラフト ‐幸福で不幸で幸福な兄妹‐』（MF文庫J、2016年） - カバーイラスト・挿絵
- 『まんざいせんか』（KAエスマ文庫、2016年） - カバーイラスト・挿絵
- 『メイドインアビス』（バンブーコミックス、2016年） - 第5巻COMIC ZIN購入特典リーフレットイラスト
- 『私に天使が舞い降りた!』（テレビアニメ、2019年） - 第2話エンドカード
- 『うちの師匠はしっぽがない』（アフタヌーンコミックス、2019年） - 第1巻電子限定特装版イラスト
- 『浸食!! 地球全域全おーしゃん』（UMISEA、2021年） - MVジャケットイラスト[5]

### アニメ
- 『終末トレインどこへいく?』（EMTスクエアード、2024年） - キャラクターデザイン原案